# Jacques Sommet (jésuite)
Jacques Sommet, né le 30 décembre 1912 à Lyon et mort le 23 octobre 2012 à Lille, est un jésuite français, résistant et ancien déporté à Dachau.

## Biographie
Né dans une famille de soyeux lyonnais (son père était tisserand), il entre au noviciat de la Compagnie de Jésus en 1934, après avoir achevé son service militaire,. Avec de nombreux autres jésuites, tels qu'Henri de Lubac, Pierre Chaillet ou Yves de Montcheuil, il s'inquiète de la montée du nazisme en Allemagne. Appelé sous les drapeaux en 1938, puis en 1939, il s'engage dans la Résistance en 1940 tout en poursuivant ses études de philosophie et de théologie. C'est à ce titre qu'il participe à la fondation de Témoignage chrétien. 
Arrêté en 1943, il est déporté au camp de concentration de Dachau. Cette expérience sera au cœur de son œuvre littéraire et spirituelle : toute sa vie, il ne cessera de chercher le sens du pardon. Il en témoigne dès 1945, dans un article écrit avec Edmond Michelet et publié dans la revue Études qui s'intitulait : « La Condition inhumaine: le camp de Dachau ». Il poursuivra ce travail de mémoire avec L'honneur de la liberté et Pardon des hommes, pardon de Dieu.
Après la guerre, il joue un rôle majeur dans la vie intellectuelle de la Compagnie de Jésus en France : après avoir été recteur de Fourvière de 1953 à 1959, dans un contexte particulièrement troublé après la publication de l'encyclique Humani generis, il met en place une profonde transformation des études à partir de 1962, avec l'appui du Père général Pedro Arrupe, au moment où s'ouvrait le concile Vatican II. Après avoir transféré à Paris la faculté de philosophie de Chantilly en 1970, puis la faculté de théologie de Lyon Fourvière en 1974, il devient le premier recteur du Centre Sèvres en 1975 et y enseigna la philosophie sociale et politique pendant plusieurs années.
Le 16 avril 1987, il est l'invité de Bernard Pivot dans Apostrophes pour une émission intitulée « Bourreaux et victimes », avec Joseph Rovan (également ancien déporté) et André Frossard, ainsi qu'un archevêque africain, Raymond-Marie Tchidimbo et un ancien garde rouge chinois.
Il meurt à Lille le 23 octobre 2012, presque centenaire.